# Presidente Tancredo Neves
Presidente Tancredo Neves là một đô thị thuộc bang Bahia, Brasil. Đô thị này có diện tích 414,912 km², dân số năm 2007 là 22501 người, mật độ 54,23 người/km².